# David Wong (Geistlicher)
David Wong (* 1911 in Wuzhou, China; † 16. September 2008 in Alhambra, Kalifornien) war Architekt und in den Jahren von 1975 bis 1980 der dreizehnte Präsident des Baptistischen Weltbundes.

## Leben
David Wong stammte aus Wuzhou, lebte später in Guangzhou und zog 1949 in die britische Kronkolonie Hongkong. Neben seiner Arbeit als Architekt engagierte er sich auf nationaler und internationaler Ebene innerhalb der baptistischen Kirchengemeinschaft. Er wirkte unter anderem als Präsident der Asiatisch-Baptistischen Föderation, als Direktor der internationalen Männerarbeit des Baptistischen Weltbundes und wurde 1975 auf dem Stockholmer Weltkongress zum dreizehnten Präsidenten dieses freikirchlichen Dachverbandes gewählt. Dieses höchste Amt des Baptistischen Weltbundes hatte er bis 1980 inne, dessen erster asiatischer Präsident er ebenso war wie auch der erste Nichttheologe in dieser Leitungsfunktion.
In Wongs Amtszeit fielen tiefgreifende Strukturveränderungen des Weltbundes, die zu einem großen Teil von ihm initiiert wurden. Auch erhielten in seiner Amtsperiode die jüngeren Baptistenbünde des asiatischen und afrikanischen Raums größeren Einfluss innerhalb des Weltbundes. Wong gründete auch die Abteilung Evangelisation und Bildung, die die missionarische und edukative Arbeit der Baptisten in allen Weltregionen materiell und personell unterstützt. Nahezu 70 Staaten besuchte Wong in seiner Funktion als repräsentatives Oberhaupt des Baptistischen Weltbundes.